# Нортленд
Нортленд је назив за краткотрајну непризнату државу која је постојала на подручју северне Сомалије између 2008. и 2009. године. 
Главни град ове државе био је Лас Анод, а држава се налазила на подручју око којег су се спориле државе Пунтленд и Сомалиленд. 2009. године је држава Нортленд укинута, а њена територија је подељена између Пунтленда и Сомалиленда. Касније је (2012. године), на овом подручју формирана нова држава под називом Хатумо.